# Kiakshuk
Kiakshuk (inuktitut: ᑭᐊᓱ)  (península d'Ungava, 1886 - Cape Dorset, 3 de maig de 1966) va ser un artista inuit de l'illa de Baffin (Nunavut) que va treballar en escultura i litografia.
Va néixer el 1886 a la península d'Ungava al nord del Quebec i cap al 1900 es va traslladar a Kinngait (aleshores Cape Dorset) al sud de l'illa de Baffin i hi va fer de caçador fins que quan tenia 70 anys, l'artista canadenc James Houston, que per encàrrec del govern canadenc havia muntat una cooperativa a Cape Dorset per promoure l'art inuit, li va ensenyar tècniques d'estampació portades del Japó que els artistes de la cooperativa van adaptar als materials locals (pedra en lloc de fusta).

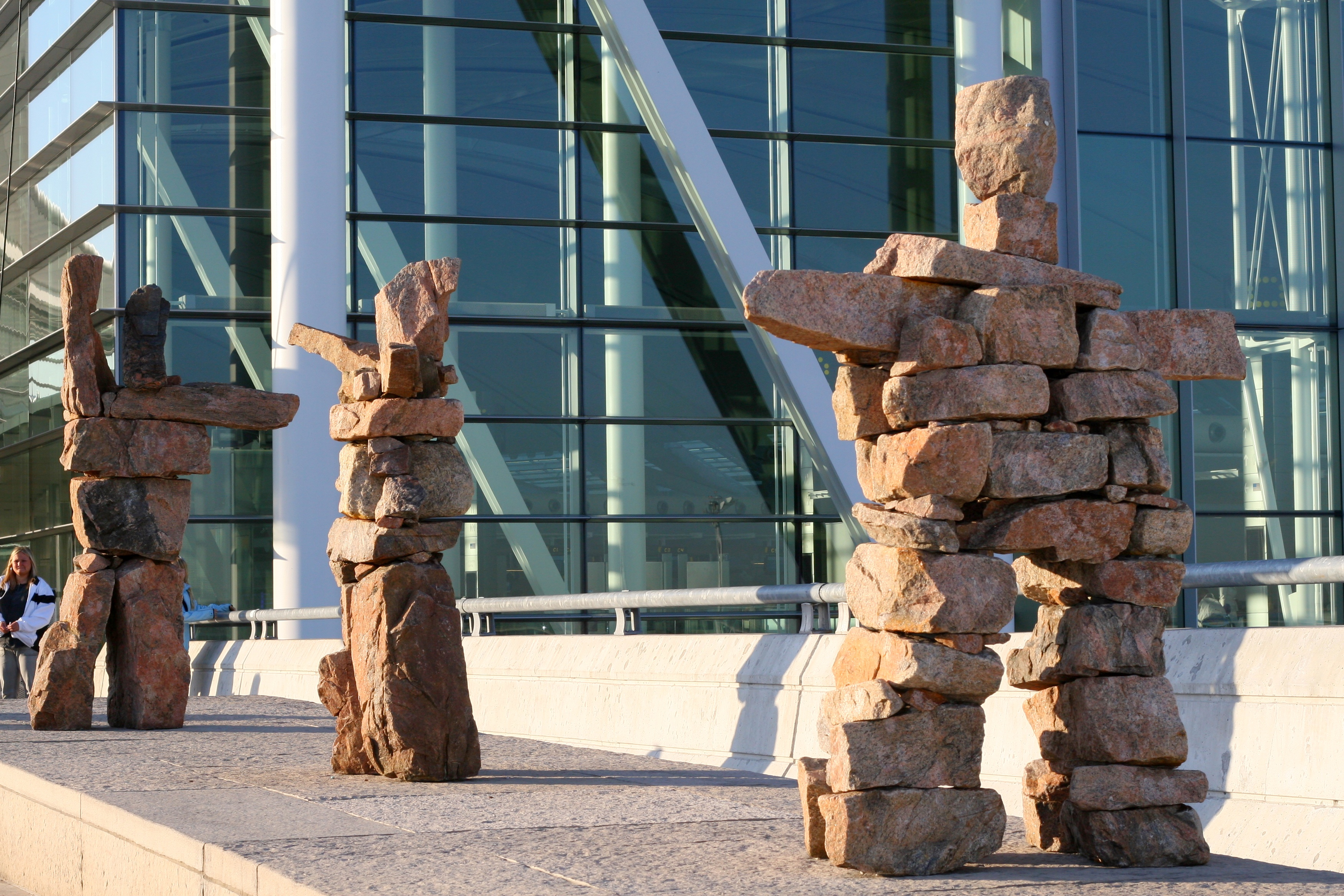
Tres Inukshuks (aeroport de Toronto)

L'obra de Kiakshuk se centra en històries de la religió dels inuit i de la seva vida quotidiana. El 1963 va fer tres inukshuks (escultures monumentals de pedra) per l'aeroport de Toronto.